# A Breve Segunda Vida de Bree Tanner
The Short Second Life of Bree Tanner: An Eclipse Novella (Brasil: A Breve Segunda Vida de Bree Tanner: Uma História de Eclipse / Portugal: A Breve Segunda Vida de Bree Tanner - Uma Novela de Eclipse) é um livro escrito por Stephenie Meyer como um complemento da série Twilight. O livro conta a história de Bree Tanner, uma vampira que havia sido recém-criada por Riley (a pedido de Victoria) no terceiro livro da saga, Eclipse. Foi escrito do ponto de vista de Bree, em oposição aos outros livros da série, que são contados principalmente por Bella Swan.
Vendeu mais de um milhão de cópias em menos de um mês de lançamento nos Estados Unidos, além de alcançar o topo das listas de mais vendidos de diversos países.

## Enredo
A história é iniciada com Bree indo caçar sangue humano em Seattle, Washington, ao lado de Diego, Kevin e outro recém-criado do qual ela não sabia o nome. Bree havia sido transformada em vampira há três meses, e Diego lhe contou que era um há onze meses. Depois de se afastar dos dois outros recém-criados, eles matam e sugam o sangue de um cafetão, uma prostituta e uma empregada, além de dois desabrigados. Eles haviam sido orientados por Riley para sempre procurar caçar pessoas das quais ninguém sentiria falta, o que ela sabe que é o mesmo método que ele usa para escolher quem transformar em vampiro. Eles passam a conversar sobre Victoria, que conhecem apenas como "ela", e como é estranho que esteja transformando tantas pessoas, como eles, em vampiros. Diego acredita que algo irá acontecer, e que ela pretende usá-los como proteção. Quando eles voltam, perto do amanhecer, percebem que a casa que dividiam com os outros vampiros havia sido queimada - algo que era comum. Como Riley havia lhes falado que eles queimariam se fossem expostos à luz do sol, eles se escondem em uma caverna e conversam sobre suas vidas humanas, e como Riley os havia transformado. Juntos, eles deduzem que talvez Riley tenha mentido ou esteja escondendo coisas deles, apesar de Diego gostar dele. Após uma desconfiança de Diego, eles acabam descobrindo que a luz do sol não os machuca, apenas faz com que sua pele brilhe. Os dois se tornam amigos e decidem fundar um "clube", passando todo o dia "brincando de ninjas", procurando por Riley e os outros vampiros. Eles os encontram em uma nova localização, e decidem manter sua nova amizade em segredo.
Bree volta à sua rotina diária, que é se esconder atrás do "Freaky Fred", um recém-criado que possui o dom de repelir as pessoas, o que a mantém protegida das brigas. Diego briga com Raoul, o líder de um dos grupos de recém-criados, e ele e sua gangue ameaçam matá-lo, e como consequência a Bree, já que Riley acreditava que eles tinham morrido e não desconfiaria deles. Freaky Fred usa o seu dom para salvá-los. Quando a noite chega, Bree e Diego seguem Riley, e o encontram com "ela". Escondidos, eles escutam a conversa deles, e, eventualmente, percebem a chegada de parte da guarda dos Volturi - apesar de não saberem quem são. A guarda avisa a Victoria que ela está agindo "ilegalmente" e que pode ser punida com a morte, mas lhe dão um prazo de cinco dias para atacar os Cullen, com o desejo de que ela seja bem-sucedida. Bree decide voltar para casa, mas Diego decide ficar para conversar com Riley, e lhe falar sobre o sol. Depois do amanhecer, Riley retorna sozinho e se irrita ao perceber que haviam queimado outro dos recém-nascidos em uma briga - já que precisavam do maior número possível para atacar. Ele diz para todos que um grupo de vampiros mais velhos de olhos amarelos (Os Cullen) querem matá-los para conseguir o controle de Seattle e "ficar com todo o sangue", e que, se quiserem sobreviver, eles terão que permanecer juntos e aprender a lutar, para atacá-los primeiro. Riley chama Bree para conversar e lhe diz que Diego tinha saído para trabalhar com "ela" e que iria encontrá-los na hora da batalha. Todos os recém-criados, menos Bree e Freaky Fred, que apenas observam, são treinados durante três noites. Depois disso, Riley os leva para uma balsa, e eles matam todos que estavam lá, para ficarem mais fortes durante a luta. Riley lhes entrega uma peça de roupa de Bella, para que sintam seu cheiro, e diz que saberão quem são os Cullen porque ela estará com eles e que o vampiro que conseguir pegá-la terá o seu sangue.
Eles vão atrás dos Cullen. Fred decide não participar da luta, mas Bree diz que precisa encontrar Diego. Eles combinam de se encontrar mais tarde em Vancouver, e ele diz que a esperará por um dia, antes de partir. Riley diz para Bree que Diego já está lutando com o grupo, e ela parte atrás dele. Ao chegar na batalha, ela percebe que todos os outros de seu grupo já haviam sido destruídos pelos Cullen. Quando não vê ou sente o cheiro de Diego, ela percebe que Riley o tinha matado e a estava enganando. Ela é surpreendida por Carlisle, mas não luta para se defender, o que faz com que ele e Esme tenham pena dela e lhe ofereçam a chance de se render, apesar de Jasper não concordar. Eles a deixam viver e esperam a chegada dos Volturi. Como Bella está no local, Bree tem dificuldade para resistir ao seu sangue, mas não a ataca. Quando os Volturi chegam, ela lhes explica que Riley haviam mentido para eles. Em meio a isso, ela percebe que aqueles vampiros eram os mesmos que tinham falado com Victoria, esperando que Edward - que Riley havia falado que podia ler pensamentos - ouvisse isso, e ele a deixa entender que ouviu. Apesar dos Cullen se oferecerem para cuidar de Bree, os Volturi dizem que não fazem concessões e que irão matá-la. Ela escuta Edward dizendo para Bella fechar os olhos e então também fecha os seus, aguardando a morte.

## História da publicação

### Desenvolvimento
De acordo com Meyer, ela começou a escrever a história quando estava editando o livro Eclipse. Mais tarde, ela planejou colocar o texto no The Twilight Saga: The Official Guide:
| “ | Essa história é algo no qual trabalhei sem pressa por um tempo, só por diversão, no tempo livre que tinha entre escrever ou editar os outros livros da série Crepúsculo. Mais tarde, quando surgiu a ideia do The Twilight Saga: The Official Guide, eu pensei que esse poderia ser um bom lugar para Bree. Sua história é um bom complemento para Eclipse; explica muitas coisas que Bella nunca soube. Por isso tirei a poeira desse trabalho e o finalizei, para incluir no Guia. | ” |
|   | — Stephenie Meyer, . |   |

No entanto, como o resultado tinha 192 páginas, ela concluiu que era grande demais para ser colocado no guia, e decidiu lançá-lo como um livro separado.
Meyer permitiu que a roteirista Melissa Rosenberg, o diretor David Slade, e alguns atores lessem o rascunho da história durante a produção do filme Eclipse. Entretanto, após o manuscrito de Midnight Sun ter vazado, Meyer foi bastante cuidadosa com relação ao livro; Jodelle Ferland, que interpreta Bree em Eclipse, afirmou que teve que comparecer ao set para ler, sempre com um pessoa lhe acompanhando, para que ninguém pudesse tirar fotos.

### Lançamento e vendas
The Short Second Life of Bree Tanner foi lançado nos Estados Unidos pela editora Little, Brown and Company em 5 de junho de 2010, com uma tiragem inicial de 1,5 milhões de cópias. O livro vendeu 89.549 cópias em menos de 19 horas do lançamento no país. Em menos de um mês, havia vendido mais de um milhão de cópias no país, tornando-se o livro mais vendido do ano, até então. O livro também alcançou o topo das listas de mais vendidos de países como Austrália, Canadá, Alemanha, Portugal, Espanha e Reino Unido. Para cada cópia vendida, um dólar seria doado para a Cruz Vermelha americana. Pouco mais de seis meses depois de seu lançamento, o romance havia levantado US$1,5 milhão para a instituição.
No Brasil, também foi lançado em 5 de junho de 2010, pela editora Intrínseca, com o título A Breve Segunda Vida de Bree Tanner: Uma História de Eclipse. e sua tiragem inicial foi de 500 mil cópias.
Além do lançamento padrão, Meyer decidiu disponibilizar o livro gratuitamente como e-book entre 7 de junho e 5 de julho de 2010, em sua página oficial. Não era permitido que fosse feito download ou a impressão de A Breve Segunda Vida de Bree Tanner pela página. A Little, Brown and Company estimou que mais de 75 mil pessoas leram o livro completo desse modo.